# Ouenza
Pour les articles homonymes, voir Ouenza (homonymie).
 (février 2009).
Si vous disposez d'ouvrages ou d'articles de référence ou si vous connaissez des sites web de qualité traitant du thème abordé ici, merci de compléter l'article en donnant les références utiles à sa vérifiabilité et en les liant à la section « Notes et références ».
Ouenza (en arabe الونزة), est une commune de la wilaya de Tébessa en Algérie, située dans l'extrême est du pays, près de la frontière tunisienne, à 70 km de Tébessa.

## Géographie

### Relief et climat
Située sur les hauts plateaux, elle a un climat sec et froid l'hiver, chaud l'été.

### Urbanisme
Les quartiers de Ouenza diffèrent dans leur architecture ainsi que dans leur spécificité et tendance urbanistique. On y trouve des quartiers construits à l'époque coloniale selon le modèle européen et qui abritaient les habitants d'origine européenne: Cité centrale, Socolon. D'autres ont été construits spour accueillir les familles musulmanes : Cité ben Badis, Bir Hachana, Cité mosquée.
Alors que le quartier le plus vieux de la ville s'appelait Vieux Bayad fut totalement détruit pour céder la place à des constructions modernes.
La ville a commencé de s'élargir notamment pour investir dans un espace loin de la pollution provoquée par l'exploitation minière.

## Histoire

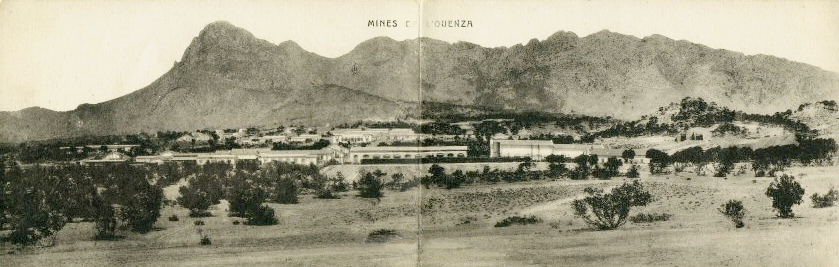
Carte postale qui date des années 1950/60 de la mine d'Ouenza

Ouenza fut construite au début du vingtième siècle par les Français autour d'une mine de fer. Son important gisement de minerai de fer a été à l'origine de la croissance économique de toute la région depuis plus de 100 ans. Le minerai était transporté à 150 km au nord, dans la ville côtière d'Annaba.
Très rentable, la Société de l'Ouenza, créée en 1913 et concessionnaire du gîte de minerai de fer de Bou-Khadra depuis 1925, figure au palmarès des premières capitalisations boursières françaises de 1949, peu avant la guerre d'Algérie. La croissance se poursuit ensuite dans le cadre de la nationalisation, opérée en 1966.
L'exploitation du minerai a permis l'installation de travailleurs venus de nombreuses régions d'Algérie et d'autres pays du Maghreb (Maroc, Tunisie, Libye). Ceci a contribué à la richesse culturelle de la ville et a donné pendant longtemps à la ville une spécificité particulière par rapport aux autres villes de la région.

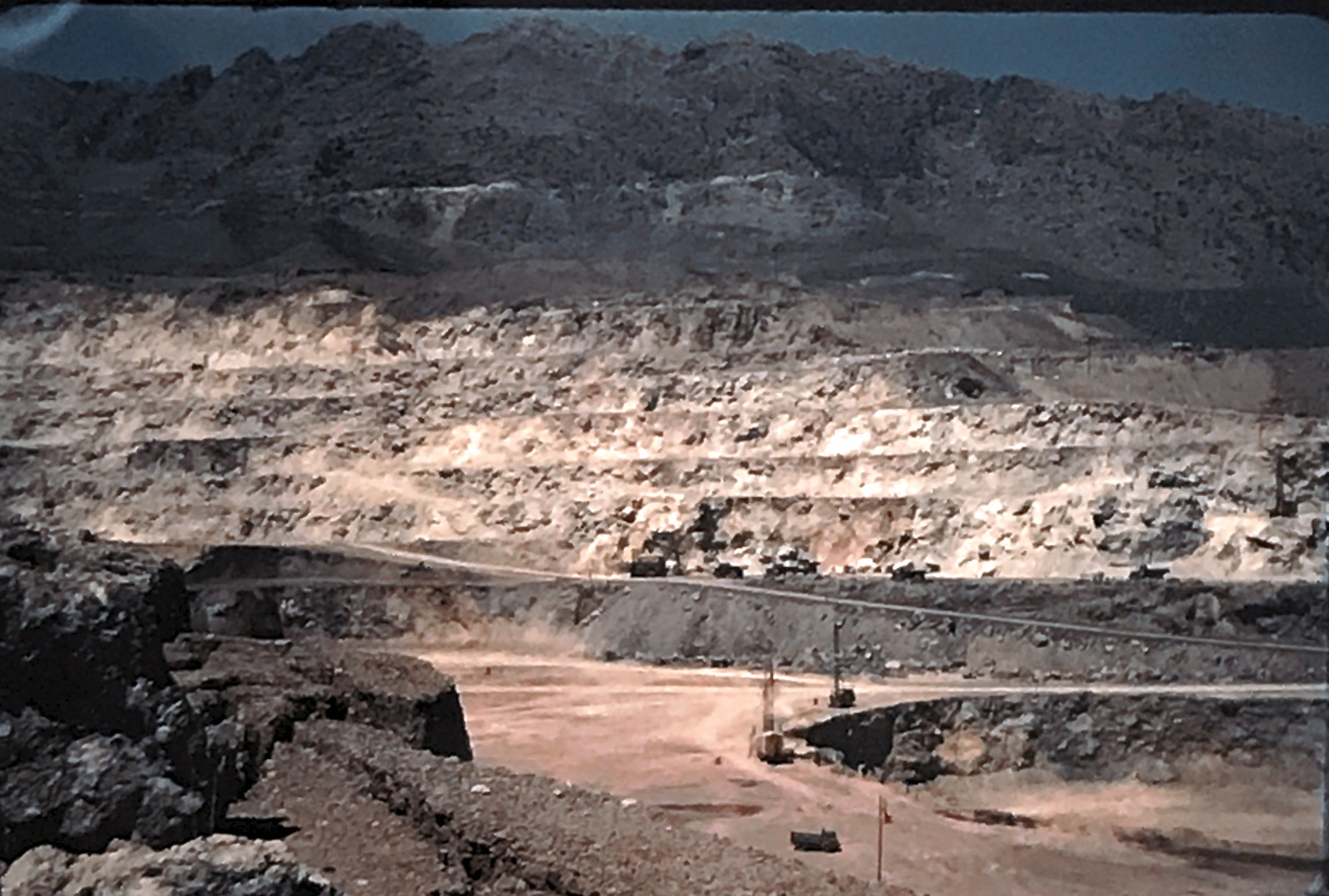
Mine de fer de Ouenza - avril 1961

## Administrattion

### Enseignement
La commune dispose de trois établissements d'enseignement secondaire, dont un est spécialisé dans l'enseignement technique. L'ancien lycée Saad Ibn Abu Ouakas, inauguré en 1982 et qui était le seul lycée où s'orientent les nouveaux lycées est encore en bon état.
Le Nouveau Lycée et Beghagha Saleh.
Les écoles fondamentales assurent l'enseignement fondamental depuis la première année jusqu'à la neuvième. Nous trouvons des écoles, plus anciennes et plus connues, telles qu'El Emir Abdelkader, Ibn Sina (qui était une école polytechnique), Mohamed Seddik Ibn Yahia et qui étaient à une époque destinées à un enseignement moyen (post-primaire).
Les écoles primaires les plus connues : El Fida, Ibn Badis, Reda Houhou, Mebarek el Mili, Larbi Tébessi, Bachir el Ibrahimi. El Wassit est une école privée, inaugurée en 1995 est spécialisée dans l'enseignement informatique continu.

### Santé
La ville de Ouenza possède un Centre hospitalier Fouad Boughrara, doté d'un équipement moderne pour offrir aux patients des services de qualité. Plus  récemment l'hôpital  a été équipé pour recevoir les patients souffrant d'insuffisance rénale pour des séances d'hémodialyses. La ville comporte également des centres de santé disposés un peu partout dans la ville pour des consultations de médecine, des soins médicaux et pour la prévention (PMI, compagnes de vaccinations...etc.).
L'hôpital de Ouenza reste par ailleurs dépendant des grands centres hospitaliers de Annaba et de Tebessa distant respectivement de 150 km et 75 km quant à la prise en charge des patients  chirurgicaux  lourds (grands accidentés).

## Vie quotidienne

### Culture
Ouenza dispose de plusieurs maisons de jeunes : La maison de jeunes frères Abidi et les maisons de jeunes Houari boumediène et Mohamed Boudiaf.
La commune de Ouenza se prépare pour accueillir, à l'instar d'autres villes, une annexe de la bibliothèque nationale et qui sera un lieu de rencontre et de consolidation des éléments culturels de la population Ouenzie[réf. nécessaire].

### Sports
Ouenza est une ville qui a connu ou mouvement sportif depuis 1945. Avec une équipe composée à cette époque par des Algériens et des Français, et qui ne cesse d'avoir de l'expérience notamment ces derniers temps.
Boulodrome, appelé communément le cercle par la population ouenzie où l'on joue aux boules. Nous avons assisté à l'inauguration d'un stade "18 février" il y quelques années et qui est considéré comme un extraordinaire espace de rencontre des équipes de football.
Aussi, une salle omnisports est en préparation et qui rendra un énorme service aux jeunes qui veulent pratiquer différents sports.

## Personnalités liées à la commune
- Ali Ghediri (1954-), Homme politique Algérien.